# Irlanda (insulă)
Irlanda (în engleză Ireland, în irlandeză Éire) este o insulă în Oceanul Atlantic, în Europa de Vest lângă Marea Britanie. Insula este împărțită în două state - Republica Irlanda în partea de sud și Irlanda de Nord, care face parte din Regatul Unit, în partea de nord.
Irlanda este a treia insulă, ca mărime, din Europa. 
Vezi: provinciile Irlandei. 